# Cyphostemma ankaranense
Cyphostemma ankaranense är en vinväxtart som beskrevs av Desc.. Cyphostemma ankaranense ingår i släktet Cyphostemma och familjen vinväxter. Inga underarter finns listade i Catalogue of Life.